# 鉄甲

D字型の鉄甲

鉄甲（てっこう）は琉球古武道の武器の一種である。鉄の輪を手にはめて攻防を行う。元々は農耕用の蹄鉄として利用されていた。
外の突起を相手に向けて突いたり、切ったりすることができる。
種類としては刃物のように先のとがったもの、先が丸く相手を突いたりするものがある。

## 流派
琉球古武術保存振興会、琉球古武道保存振興会、琉球古武道保存会により前里の鉄甲が保存されている。